# Envy (banda)
Envy é uma das principais bandas de hardcore/screamo do Japão. Eles têm um grande número de fãs fora do seu país nativo, por isso assinaram contrato com a Rock Action Records na Europa e a Temporary Residence Limited na América do Norte, embora inicialmente eles tenham trabalhado com a Level Plane Records. Mais recentemente na sua carreira, a música da banda Envy tem incluindo elementos de post-rock.

## Integrantes
- Tetsuya Fukagawa (vocal/sequenciador)
- Nobukata Kawai (guitarra)
- Masahiro Tobita (guitarra)
- Manabu Nakagawa (baixo)
- Dairoku Seki (bateria)

## Lançamentos

### Álbuns
- From Here To Eternity LP/CD (H.G. Fact) (1998)
- All the Footprints You've Ever Left and the Fear Expecting Ahead LP/CD (H.G. Fact/Molaire Industries/Dim Mak/Rock Action) (2001)
- A Dead Sinking Story CD/2xLP (Sonzai/Level Plane/Nova Recordings/Rock Action) (2003)
- Compiled Fragments 1997-2003 CD (Sonzai/Temporary Residence Limited) (2005)
- Insomniac Doze LP/CD (Sonzai) (2006)
- Recitation LP/CD (Sonzai/Temporary Residence Limited/Rock Action) (2010)Atheist's Cornea LP/CD (Sonzai/Temporary Residence Limited) (2015)The Fallen Crimson LP/CD (Temporary Residence Limited/Pelagic Records) (2020)
- Atheist's Cornea LP/CD (Sonzai/Temporary Residence Limited) (2015)
- The Fallen Crimson LP/CD (Temporary Residence Limited/Pelagic Records) (2020)

### EPs
- Breathing And Dying In This Place CD (H.G. Fact) (1996)
- Angel's Curse Whispered In The Edge Of Despair LP/CD (H.G. Fact) (1999)
- The Eyes Of Single Eared Prophet CD (H.G. Fact) (2000)
- Burning Out Memories 10" (Molaire Industries) (2000)
- Abyssal LP/CD (Sonzai) (2007)
- Definition of Impossibility (Pelagic Records) (2019)
- Seimei (Temporary Residence Limited) (2022)

### Splits
- Split 7" with Sixpence (H.G. Fact) (1997)
- Split 7" with Endeavor (H.G. Fact) (1997)
- Split 7" with This Machine Kills (H.G. Fact) (2000)
- Split CD with Iscariote (Waiting for an Angel/Sonzai/Level Plane; 10" released by Pure Pain Sugar/Code Of Ethics) (2002)
- Split CD with Yaphet Kotto and This Machine Kills (Sonzai) (2003)
- "Envy / Jesu" LP/CD (Daymare Recordings) (2008)
- "Thursday / Envy" LP/CD (Temporary Residence Limited) (2008)

### DVDs
- Transfovista DVD (Sonzai) (2007)

### 7"s
- Eyes Of Final Proof (H.G. Fact) (2000)
- Last Wish (H.G. Fact) (2001)

### Compilações
- Far East Hardcore Comp LP/CD (Got's Pop/Slam Records)
- Platform Comp 7" (Never Shown Face)
- No Fate Comp CD (H.G. Fact)
- For Ugly For Beautiful Vol. 3 Comp CD (Lunch Service Records)
- Lucky Thirteen Comp LP (Nova Recordings)
- Compiled Fragments 1997-2003 CD (Sonzai/Temporary Residence Limited) (2005)
- Destroy Independent Music! (2006–2007, Temporary Residence Limited) sampler
- Invariable Will, Recurring Ebbs and Flows 14 LPs + DVD (Temporary Residence Limited) (2013)

## Outros
O vocalista Tetsuya Fukagawa participou da música "I Chose Horses" do álbum Mr Beast da banda escocesa de post-rock Mogwai, a mesma banda que comanda a gravadora Rock Action Records.